# Oratemnus samoanus
Espèce
Synonymes
- Oratemnus whartoni Chamberlin, 1947

Oratemnus samoanus est une espèce de pseudoscorpions de la famille des Atemnidae.

## Distribution
Cette espèce se rencontre aux Samoa, en Polynésie française, aux Îles Salomon, en Papouasie-Nouvelle-Guinée, aux États fédérés de Micronésie, aux Îles Marshall, à Guam, aux Îles Mariannes du Nord et au Japon.
Elle a été observée dans des bateaux en provenance de Jamaïque et de Saint-Christophe-et-Niévès.

## Liste des sous-espèces
Selon Pseudoscorpions of the World (version 3.0) :
- Oratemnus samoanus samoanus Beier, 1932
- Oratemnus samoanus whartoni Chamberlin, 1947

## Étymologie
Son nom d'espèce lui a été donné en référence au lieu de sa découverte, les Samoa.

## Publications originales
- Beier, 1932 : Revision der Atemnidae (Pseudoscorpionidea). Zoologische Jahrbücher, Abteilung für Systematik, Ökologie und Geographie der Tiere, vol. 62, p. 547-610.
- Chamberlin, 1947 : Three new species of false scorpions from the Island of Guam (Arachnida, Cheloneth-ida). Occasional Papers of the Bishop Museum Honolulu, vol. 18, no 20, p. 305-316 (texte intégral).